# Sölv Winbladh
Sölv Lilly Winbladh, född 2 juni 1923 i Stockholm, död 22 april 1993 i Växjö, var en svensk målare och tecknare.
Sölv Winbladh var adoptivdotter till jägmästaren Alf Winbladh och Lisa, född Trolle. Hon studerade vid Tekniska skolan i Stockholm 1940–1942 och vid Grünewalds målarskola 1942–1946 samt vid Kungliga konsthögskolan 1946–1948. Dessutom bedrev hon tillsammans med sin make Olle Bonniér självstudier under resor till bland annat Nederländerna, Danmark, Frankrike, Italien, Spanien och Frankrike. Tillsammans med Brita Henriz ställde hon ut i Växjö 1951 och tillsammans med Sara-Lisa Ryd-Persson i Alvesta. Separat ställde hon bland annat ut på Galerie Æsthetica i Stockholm. Hon var representerad i utställningen Svenska akvareller 1925–1947 som visades på Konstakademien 1947 och i Nordiska konstnärinnor som visades på Liljevalchs konsthall 1948. Som medlem i Smålands konstnärsförbund medverkade hon i föreningens samlingsutställningar i Värnamo. Hon tilldelades Växjö kommuns kulturstipendium 1963. Winbladh är representerad vid bland annat Smålands museums konstsamling.
Hon var gift 1946–1950 med Olle Bonniér.